# August Hinrichs
August Hinrichs, född 18 april 1879 i Oldenburg, död 20 juni 1956 i Huntlosen, Großenkneten, var en tysk författare.
August Hinrichs föddes i en snickarmästarfamilj och utbildade sig först i faderns yrke, men började tidigt på lediga stunder författa, först vers på plattyska, därefter skådespel, men utan framgång. Efter att i fyra år deltagit i första världskriget återupptog Hinrichs författarskapet. Han utgav bland annat romanerna Licht der Heimat (1920), Die Hartjes (1924) och Das Volk am Meer (1929), berättelserna An der breiten Strasse nach West (1935), Mein ernstes Buch (1941) och Mein heisteres Buch (1941) samt skådespelen Sweinsko-mödi (1930; på högtyska Krach um Jolanthe), som blev en stor framgång, Freie Bahn dem Tüchtigen (1931), Wenn der Hahn kräht (1933) och Petermann fährt nach Madeira (1936).